# 陳惠美
陳惠美（1950年—），宜蘭縣羅東鎮人，為皮革工藝及纏花工藝師，2019年經中華民國文化部公告登錄認定為重要傳統工藝「纏花」保存者。
陳惠美婚後跟隨日本皮雕家生田淑子學習皮革工藝，並赴日研修學習。學成之後在生田淑子的引薦下，於1982~1997年間長期在YMCA、華視訓練中心、文化大學皮雕社及臺北市立美術館教授皮雕。
1998年陳惠美偶然見到同事林明毅所製作的纏花作品，經引薦後向90歲的謝陳愛玉（愛玉阿嬤）拜師學藝。「纏花」又稱為「春仔花」是因為台語的「春」音同「賰」，「賰」有『剩下』的意涵，也就是「年年有餘」。「春仔花」為早期臺灣閩南與客家族群生活中的手工藝，是一種使用絲線纏繞而成的工藝，結合了剪紙、編織和刺繡的技術。。
1998年整理出臺灣北部春仔花八支纏花花型，與鹿港的四支纏花花型，作為指導學生的花型基準。亦整理纏花工藝的「四工」：工料、工具、工法、工序，並為纏花工藝的各項技法與組件命名，建構台灣纏花的基本教學內容與分級基準。

## 出版
- 2019年，纏花工藝傳承經典：陳惠美的春仔花設計課，出版社：旗林文化

## 展覽
- 2019.10.18～2020.3.3，綻放祝福—陳惠美的纏花世界[11]